# افریسل
اُفِرَیسِل(به هلندی: Overijssel) یکی از دوازده استان هلند است که در شرق مرکزی این کشور قرار دارد.
جمعیت آن ۱٬۱۰۵٬۸۰۰ نفر و مساحت آن ۳٬۳۳۷ کیلومتر مربع است. 
از جمعیت آن ۳۷٪ بی‌دین، ۲۹٪ پروتستان، ۲۶٪ کاتولیک، ۲٪ مسلمان و ۶٪ بقیه ادیان هستند.